# آنجا نورد
آنجا نورد (به لاتین: Anja Nord) یک منطقهٔ مسکونی در ماداگاسکار است که در ناحیه بکیلی واقع شده‌است. آنجا نورد ۱٬۰۰۰ نفر جمعیت دارد و ۴۰۱ متر بالاتر از سطح دریا واقع شده‌است.